# Chiesa della Santissima Trasfigurazione
La chiesa della Santissima Trasfigurazione, detta localmente Santu Domini, è un edificio religioso situato a Zerfaliu, centro abitato della Sardegna centrale. Consacrata al culto cattolico è sede dell'omonima parrocchia e fa parte dell'arcidiocesi di Oristano.
La chiesa, edificata nel XV secolo, venne eretta sopra un impianto preesistente risalente all'XI secolo del quale rimane il campanile a vela.